# Sindrom ishemije oka
Sindrom ishemije oka je skupina znakova i simptoma zbog teške, kronične arterijske hipoperfuzije oka. Amaurosis fugax je oblik akutnog gubitka vida uzrokovanog smanjenim tokom krvi u oko i može biti upozoravajući znak za cerebrovaskularni inzult. Zbog toga se osobe koje imaju prolazna zamućenja vida savjetuje da hitno potraže savjet liječnika i pregled karotidnih arterija. Sindrom ishemije prednjeg segmenta je sličan ishemijski pormećaj prednjeg segmenta oka koji se obično vidi u post-operativnim slučajevima. Okluzija mrežnične arterije uzrokuje brzu smrt mrežničnih stanica i samim time težak gubitak vida.

## Simptomi i znakovi
Sindrom ishemije oka obično zahvaća ljude između 50 i 80 godina starosti, dvostruko češće muškarce nego žene. Više od 90% oboljelih imaju gubitak vida. Pacijenti se mogu žaliti na tupu šireću bol iznad oka i obrve. Bolesnici sa sindromom ishemije oka također često imaju i povijest ostalih sistemskih bolesti uključujući arterijsku hipertenziju, dijabetes, koronarnu bolest srca, preboljeli cerebrovaskularni inzult i hemodijalizu.
Bolest se očituje gubitkom vida sekundarno zbog hipoperfuzije očnih struktura. Pacijent se žali na nesnosne bolove ili očnu anginu. Kod pregleda u midrijazi mogu se vidjeti točkasta mrežnična krvarenja uz proširene mrežnične vene [i vene u obliku krunice]. Očni perfuzijski tlak je smanjen. Rožnični slojevi su edematozni i sa strijama. Pristuan je blagi prednji uveitis. Može se vidjeti i izrazito crvena makula te meki eksudati koji nastaju zbog krvarenja u sloju vlakana vidnog živca. Mrežnične arterije mogu spontano pulsirati.

## Uzroci
Teška istostrana ili obostrana stenoza karotidne arterije je najčešći uzrok sindroma ishemije oka. Sindrom je takođen povezan i s okluzijom zajedničke karotidne arterije, unutarnje karotidne arterije i, rjeđe, vanjske karotidne arterije. Ostali uzroci uključuju:
- Takayasuov arteritis
- Gigantocelularni arteritis (Temporalni arteritis)
- Tešku okluziju oftalmične arterije zbog tromboembolije
- Kirurški prekid prednjih cilijarnih krvnih žila za opskrbu oka, posebice tokom opsežne korekcije strabizma na 3 ili više ravna mišića oka, koji uzrokuje sindrom ishemije prednjeg segmenta

## Komplikacije
Ako okluzivna bolest karotida uzrokuje okluzije oftalmične arterije, generalizirana ishemija oka može urokovati mrežničku neovaskularizaciju, rubeozu irisa, [cells and flare?], nekrozu šarenice i kataraktu. Poremećaj uzokruje neovaskularizaciju raznih tkiva oka zbog ishemije. Intraokularni tlak može rasti zbog neovaskularnog glaukoma. Može se javiti i ishemička optička neuropatija.

## Liječenje
Brzo otkrivanje uzroka može dovesti do hitnih mjera koje mogu spasiti oko i život bolesnika. Visoku sumnju treba probuditi bezbolan gubitak vida u pacijenata s aterosklerozom, dubokom venskom trombozom, fibrilacijom atrija, plućnom tromboembolijom i povijesti embolijskih poremećaja. Poremećaji uzrokovani embolijom ili okluzijom karotidne arterije imaju potencijal razviti se u cerebrovaskularni inzult zbog otkvačivanja embolusa i daljnjeg napredovanja u arterije mozga. Zbog toga treba poduzeti potrebne korake kako bi se spriječila ta komplikacija.
Okluzija mrežničke arterije je oftalmološka hitnoća i brzo liječenje je neophodno. Potpuno anoksična mrežnica u životinjskih modela razvija nepovratna oštećenja kroz 90 minuta. Nespecifične metode za poboljšanje krvotoka i pomicanje embolusa uključuju masažu, 500 mg acetazolamida IV i 100 mg metilprednizolona IV (zbog mogućeg temporalnog arteritisa). Dodatne mjere uključuju paracentezu sobne vodice kako bi se akutno smanjio intraokularni tlak. Treba izmjeriti brzinu sedimentacije kako bi se isključio temporalni arteritis. Poboljšanje se može pratiti povratkom vida i ispitivanjem vidnog polja, te oftalmoskopski.
U kasnijim stadijima, panretinalna fotokoagulacija argonskim laserom se pokazala učinkovitom u smanjenju neurovaskularnih komponenti i njihovih sekvela.
Prognoza za sindrom ishemije oka varira od uobičajeno loše do dobre, ovisno o brzini i učinkovitosti intervencije. Brzo postavljanje dijagnoze je ključno s obzirom na to da se poremećaj može javiti kao znak teških cerbrovaskularnih i srčanih ishemijskih bolesti.
U 2009. Društvo za podvodnu i hiperbaričnu medicinu je dodalo okluziju središnje mrežničke arterije na listu odobrenih indikacija za hiperbaričnu oksigenaciju. Kada se koristi kao potporna terapija, svojstva smanjenja edema hiperbarične oksigenacije zajedno s njenim učinkom na smenjenje aktivnosti inflamatornih citokina mogu djelovati na poboljšanje vida. Prevencija gubitka vida zahtjeva određene uvjete: liječenje mora početi prije nego što je nastupilo nepovratno oštećenje (unutar 24 sata), okluzija ne smije istovremeno zahvaćati i oftalmiku arteriju, te se liječenje mora nastaviti dok unutarnji slojevi mrežnice ponovno ne dobiju oksigenaciju iz mrežničkih arterija.

## Diferencijalna dijagnoza
- Okluzija središnje mrežničke vene
- Dijabetička retinopatija: mrežnička krvarenja, posebno u bolesnika s dijabetesom, mogu biti uzrokovana dijabetičkom retinopatijom. Zbog obostrane zahvaćenosti u dijabetičkoj retinopatiji, na sindrom ishemije oka treba posumnjati ako je ishemija jednostrana.

|  | Molimo pročitajte upozorenje o korištenju medicinskih informacija. Ne provodite liječenje bez savjetovanja s liječnikom! |